# Callipus orientalis
Callipus orientalis är en mångfotingart som beskrevs av Filippo Silvestri 1895. Callipus orientalis ingår i släktet Callipus och familjen Callipodidae. Inga underarter finns listade i Catalogue of Life.